# داحسية شوكية
الداحسية الشوكية (باللاتينية: Paronychia echinulata) نوع نباتي يتبع جنس الداحسية من الفصيلة القرنفلية.

## البيئة والانتشار
موطنه بلاد الشام والمغرب العربي وتركيا واليونان وإيطاليا وفرنسا وإسبانيا والبرتغال.